# Cycas candida
Cycas candida K.D.Hill, 2004 è una pianta appartenente alla famiglia delle Cycadaceae, endemica del Queensland (Australia).

## Descrizione
È una cicade con fusto eretto, alto 1–3 m.
Le foglie, pennate, lunghe 80–145 cm, sono disposte a corona all'apice del fusto e sono rette da un picciolo spinoso, lungo 17–40 cm; ogni foglia è composta da 180–300 paia di foglioline lanceolate, con margine intero, inserite sul rachide con un angolo di 90–130°; il rachide termina usualmente con una spina lunga 3–30 mm.
È una specie dioica con esemplari maschili che presentano microsporofilli disposti a formare coni terminali di forma ovoidale, di colore arancione, lunghi 40 cm e larghi 14 cm ed esemplari femminili con macrosporofilli lunghi 22–32 cm, disposti nella parte sommitale del fusto, con l'aspetto di foglie pennate dal margine spinoso.  
I semi sono grossolanamente ovoidali, lunghi 36–39 mm, ricoperti da un tegumento di colore  rosso arancio.

## Distribuzione e habitat
La specie è presente in tre differenti località nei dintorni di Townsville (Queensland, Australia).

## Conservazione
La IUCN Red List classifica C. candida come specie in pericolo di estinzione (Endangered).

La specie è inserita nella Appendice II della Convention on International Trade of Endangered Species (CITES)